# Hummuli
Hummuli è un comune rurale dell'Estonia meridionale, nella contea di Valgamaa. Il centro amministrativo è l'omonimo borgo (in estone alevik), situato presso il confine con la Lettonia.

## Località
Oltre al capoluogo, il comune comprende 8 località (in estone küla):
Aitsra - Alamõisa - Jeti - Kulli - Piiri - Puide - Ransi - Soe